# Donga (zenész)
Donga, Ernesto Joaquim Maria dos Santos  (Rio de Janeiro, 1890. április 5. – Rio de Janeiro, 1974. augusztus 25.) brazil gitáros, dalszerző. Ő komponálta a világon elsőnek tartott szambát, az 1916-os „Pelo Telefone” című dalt. 1916 novemberében a Brazíliai Nemzeti Könyvtárban regisztrálták a Pelo Telefone felvételét.

## Pályafutása
Dongának nyolc testvére volt. Apja kőműves volt, aki szabadidejében eufóniumon játszott; édesanyja az ismert zongorista, Tia Amélia volt, a Cidade Nova-i Tias baianas együttes tagja. Donga João da Baiana, Pixinguinha, Hilário Jovino Ferreira és mások mellett részt vett zenéi találkozókon Tia Ciata otthonában. Tizennégy évesen kezdett a hangszeren játszani. Quincas Laranjeirastól tanult meg gitározni. Mário Cavaquinho nagy rajongója volt.
Pixinguinha-val létrehozta az Orquestra Típica Donga-Pixinguinha-t. 1919-ben Pixinguinhával és hat másik zenésszel gitárosként csatlakozott az Oito Batutas együtteshez, és 1922-ben turnézott velük Európában.
1926-ban tagja lett a Carlito Jazz Bandnek. 1940-ben kilenc kompozíciót rögzített (szambák, toadák, macumbák...) a Native Brazilian Music albumról, amelyet két karmester, Leopold Stokowski és Heitor Villa-Lobos vtzetett, és amelyet az Egyesült Államokban a Columbia Records adott ki.
1932-ben feleségül vette a szintén zenész Zaíra de Oliveirát, akitől egy lánya született, Lígia. Zaíra 1951-ben halt meg; Donga 1953-ban újra megnősült. Bírósági végrehajtóként ment nyugdíjba. Már beteg és szinte teljesen vak volt. 1974-ben halt meg. A São João Batista-i temetőben nyugszik.

## Albumok
- 1974: Musica de Donga
- 2023: Donga E Os Primitivos

### Dalok
- Passarinho Bateu Asas
- Pelo Telefone
- Bambo-Bamba
- Cantiga de Festa
- Macumba de Oxóssi
- Macumba de Iansã
- Seu Mané Luís
- Ranchinho Desfeito
- Patrão Prenda seu gado

## Díjak
- 2016: Ordem do Mérito Cultural